# Weltmeisterschaften im Modernen Fünfkampf 1982
1982 fanden die Weltmeisterschaften im Modernen Fünfkampf bei den Herren in Rom, Italien, statt, die der Frauen in Compiègne, Frankreich.

## Herren

### Einzel
| Platz | Land        | Sportler          |
| ----- | ----------- | ----------------- |
| 1     | Italien     | Daniele Masala    |
| 2     | Sowjetunion | Anatoli Starostin |
| 3     | Frankreich  | Joël Bouzou       |

### Mannschaft
| Platz | Land        | Sportler                                            |
| ----- | ----------- | --------------------------------------------------- |
| 1     | Sowjetunion | Anatoli Starostin Timur Dossymbetow Jewgeni Lipejew |
| 2     | Ungarn      | Attila Császári Attila Mizsér Gábor Pajor           |
| 3     | Italien     | Daniele Masala Robert Petroni Pierpaolo Cristofori  |

## Damen

### Einzel
| Platz | Land                   | Sportlerin   |
| ----- | ---------------------- | ------------ |
| 1     | Vereinigtes Königreich | Wendy Norman |
| 2     | Vereinigtes Königreich | Sarah Parker |
| 3     | Vereinigtes Königreich | Kathy Tayler |

### Mannschaft
| Platz | Land                   | Sportlerinnen                                 |
| ----- | ---------------------- | --------------------------------------------- |
| 1     | Vereinigtes Königreich | Wendy Norman Sarah Parker Kathy Tayler        |
| 2     | BR Deutschland         | Martina Gödicke Ute Schiffmann Sabine Krapf   |
| 3     | Schweden               | Anne Ahlgren Agneta Lekander Marianne Sigmond |

## Medaillenspiegel
| Platz | Land                   | Goldmedaille | Silbermedaille | Bronzemedaille |
| 1     | Vereinigtes Königreich | 2            | 1              | 1              |
| 2     | Sowjetunion            | 1            | 1              | –              |
| 3     | Italien                | 1            | –              | 1              |
| 4     | BR Deutschland         | –            | 1              | –              |
| 4     | Ungarn                 | –            | 1              | –              |
| 6     | Schweden               | –            | –              | 1              |
| 6     | Frankreich             | –            | –              | 1              |